# Società Sportiva Lanerossi Vicenza 1982-1983
Questa voce raccoglie le informazioni riguardanti la Società Sportiva Lanerossi Vicenza nelle competizioni ufficiali della stagione 1982-1983.

## Rosa
| N. |                   | Ruolo | Calciatore        |
| -- | ----------------- | ----- | ----------------- |
|    | Italia (bandiera) | P     | Raffaele Di Fusco |
|    | Italia (bandiera) | P     | Maurizio Memo     |
|    | Italia (bandiera) | D     | Gianni Bottaro    |
|    | Italia (bandiera) | D     | Stefano Guerra    |
|    | Italia (bandiera) | D     | Sergio Madaschi   |
|    | Italia (bandiera) | D     | Antonio Perego    |
|    | Italia (bandiera) | D     | Giovanni Simonato |
|    | Italia (bandiera) | C     | Gianni Bonfante   |
|    | Italia (bandiera) | C     | Ezio Cavagnetto   |
|    | Italia (bandiera) | C     | Luigino Dal Prà   |

| N. |                   | Ruolo | Calciatore          |
| -- | ----------------- | ----- | ------------------- |
|    | Italia (bandiera) | C     | Dario Donà          |
|    | Italia (bandiera) | C     | Giancarlo Marchetti |
|    | Italia (bandiera) | C     | Eligio Nicolini     |
|    | Italia (bandiera) | C     | Carlo Perrone       |
|    | Italia (bandiera) | C     | Massimo Princivalle |
|    | Italia (bandiera) | C     | Enzo Scaini         |
|    | Italia (bandiera) | A     | Roberto Baggio      |
|    | Italia (bandiera) | A     | Alberto Bigon       |
|    | Italia (bandiera) | A     | Oriano Grop         |
|    | Italia (bandiera) | A     | Antonio Pistis      |

## Risultati

### Serie C1

#### Girone di andata
| Vicenza 19 settembre 1982 1ª giornata | L.R. Vicenza | 1 – 0 | Carrarese | Stadio Romeo Menti |

| Brescia 26 settembre 1982 2ª giornata | Brescia | 0 – 1 | L.R. Vicenza | Stadio Mario Rigamonti |

| Vicenza 3 ottobre 1982 3ª giornata | L.R. Vicenza | 1 – 1 | Mestre | Stadio Romeo Menti |

| Padova 10 ottobre 1982 4ª giornata | Padova | 1 – 0 | L.R. Vicenza | Stadio Silvio Appiani |

| Vicenza 17 ottobre 1982 5ª giornata | L.R. Vicenza | 1 – 1 | Triestina | Stadio Romeo Menti |

| Fano 24 ottobre 1982 6ª giornata | Fano | 1 – 3 | L.R. Vicenza | Stadio Raffaele Mancini |

| Vicenza 31 ottobre 1982 7ª giornata | L.R. Vicenza | 0 – 1 | Modena | Stadio Romeo Menti |

| Vicenza 7 novembre 1982 8ª giornata | L.R. Vicenza | 0 – 0 | Parma | Stadio Romeo Menti |

| Forlì 14 novembre 1982 9ª giornata | Forlì | 0 – 2 | L.R. Vicenza | Stadio Tullo Morgagni |

| Vicenza 21 novembre 1982 10ª giornata | L.R. Vicenza | 1 – 0 | Rimini | Stadio Romeo Menti |

| Sanremo 28 novembre 1982 11ª giornata | Sanremese | 1 – 1 | L.R. Vicenza | Stadio comunale |

| Vicenza 5 dicembre 1982 12ª giornata | L.R. Vicenza | 2 – 0 | Treviso | Stadio Romeo Menti |

| Firenze 12 dicembre 1982 13ª giornata | Rondinella | 0 – 1 | L.R. Vicenza | Stadio comunale Gino Bozzi |

| Vicenza 14 dicembre 1982 14ª giornata | L.R. Vicenza | 1 – 1 | Pro Patria | Stadio Romeo Menti |

| Ferrara 9 gennaio 1983 15ª giornata | SPAL | 2 – 1 | L.R. Vicenza | Stadio Paolo Mazza |

| Vicenza 16 gennaio 1983 16ª giornata | L.R. Vicenza | 2 – 0 | Trento | Stadio Romeo Menti |

| Piacenza 23 gennaio 1983 17ª giornata | Piacenza | 2 – 1 | L.R. Vicenza | Stadio Galleana |

#### Girone di ritorno
| Carrara 30 gennaio 1983 18ª giornata | Carrarese | 1 – 1 | L.R. Vicenza | Stadio dei Marmi |

| Vicenza 6 febbraio 1983 19ª giornata | L.R. Vicenza | 1 – 1 | Brescia | Stadio Romeo Menti |

| Mestre 13 febbraio 1983 20ª giornata | Mestre | 1 – 1 | L.R. Vicenza | Stadio Francesco Baracca |

| Vicenza 20 febbraio 1983 21ª giornata | L.R. Vicenza | 0 – 0 | Padova | Stadio Romeo Menti |

| Trieste 27 febbraio 1983 22ª giornata | Triestina | 2 – 2 | L.R. Vicenza | Stadio Giuseppe Grezar |

| Vicenza 6 marzo 1983 23ª giornata | L.R. Vicenza | 3 – 3 | Fano | Stadio Romeo Menti |

| Modena 13 marzo 1983 24ª giornata | Modena | 0 – 1 | L.R. Vicenza | stadio Alberto Braglia |

| Parma 20 marzo 1983 25ª giornata | Parma | 1 – 1 | L.R. Vicenza | Stadio Ennio Tardini |

| Vicenza 2 aprile 1983 26ª giornata | L.R. Vicenza | 1 – 1 | Forlì | Stadio Romeo Menti |

| Rimini 10 aprile 1983 27ª giornata | Rimini | 2 – 2 | L.R. Vicenza | Stadio Romeo Neri |

| Vicenza 17 aprile 1983 28ª giornata | L.R. Vicenza | 2 – 1 | Sanremese | Stadio Romeo Menti |

| Treviso 1 maggio 1983 29ª giornata | Treviso | 0 – 0 | L.R. Vicenza | Stadio Omobono Tenni |

| Vicenza 8 maggio 1983 30ª giornata | L.R. Vicenza | 0 – 1 | Rondinella | Stadio Romeo Menti |

| Busto Arsizio 15 maggio 1983 31ª giornata | Pro Patria | 1 – 2 | L.R. Vicenza | Stadio Carlo Speroni |

| Vicenza 22 maggio 1983 32ª giornata | L.R. Vicenza | 1 – 2 | SPAL | Stadio Romeo Menti |

| Trento 29 maggio 1983 33ª giornata | Trento | 2 – 0 | L.R. Vicenza | Stadio Briamasco |

| Vicenza 5 giugno 1983 34ª giornata | L.R. Vicenza | 0 – 1 | Piacenza | Stadio Romeo Menti |

### Coppa Italia

#### Fase a gironi
| Arbitro: | Esposito (Torre del Greco) |

|  |           |             |
|  | Marcatori | 39’ Bagnato |

| Arbitro: | Mattei (Macerata) |

|          |           |                             |
| Donà 40’ | Marcatori | 15’, 87’ Altobelli 67’ Bini |

| Arbitro: | Bianciardi (Siena) |

|                        |           |                |
| Causio 36’, 44’ (rig.) | Marcatori | 32’ Cavagnetto |

| Arbitro: | Sguizzato (Verona) |

|                      |           |                |
| Cinquetti 26’ (rig.) | Marcatori | 79’ Cavagnetto |

| Arbitro: | Sarti (Modena) |

|                                                                                                  |           |                     |
| De Giovanni 6’ (aut.) Nicolini 11’, 87’ Perrone 31’ Cavagnetto 47’ (rig.) Donà 53’ Marchetti 77’ | Marcatori | 13’ (rig.) Desolati |

### Coppa Italia Serie C

#### Fase finale
| Treviso 10 novembre 1982 Sedicesimi di finale - andata | Treviso | 2 – 0 | L.R. Vicenza |  |

| Vicenza 8 dicembre 1982 2ª giornata | L.R. Vicenza | 0 – 2 | Treviso | Stadio Romeo Menti |

## Statistiche

### Statistiche di squadra
| Competizione         | Punti | In casa | In casa | In casa | In casa | In casa | In casa | In trasferta | In trasferta | In trasferta | In trasferta | In trasferta | In trasferta | Totale | Totale | Totale | Totale | Totale | Totale | DR |
| Competizione         | Punti | G       | V       | N       | P       | Gf      | Gs      | G            | V            | N            | P            | Gf           | Gs           | G      | V      | N      | P      | Gf     | Gs     | DR |
| -------------------- | ----- | ------- | ------- | ------- | ------- | ------- | ------- | ------------ | ------------ | ------------ | ------------ | ------------ | ------------ | ------ | ------ | ------ | ------ | ------ | ------ | -- |
| Serie C              | 37    | 17      | 5       | 8       | 4       | 17      | 14      | 17           | 6            | 7            | 4            | 20           | 17           | 34     | 11     | 15     | 8      | 37     | 31     | +6 |
| Coppa Italia Serie C | -     | 1       | 0       | 0       | 1       | 0       | 2       | 1            | 0            | 0            | 1            | 0            | 2            | 2      | 0      | 0      | 2      | 0      | 4      | -4 |
| Totale               | 37    | 18      | 5       | 8       | 5       | 17      | 16      | 18           | 6            | 7            | 5            | 20           | 19           | 36     | 11     | 15     | 10     | 37     | 35     | +2 |